# Jornadas Tecnológicas Netweekend
Las Jornadas Tecnológicas Netweekend son un evento en favor del software libre y GNU, respaldado por la Asociación de Usuarios de Nuevas y Experimentales Tecnologías, que ofrece gratuitamente conferencias sobre seguridad y GNU/Linux así como sobre Wireless, etc.
Habitualmente se celebra la última semana de agosto, en Benicarló, una ciudad con temperaturas moderadas en verano situada en el norte de la provincia de Castellón, colindante con Peñíscola y Vinaroz, en el límite con la provincia de Tarragona (España).
El principal patrocinador de las jornadas es el operador de cable ONO.
Página oficial en Internet de Netweekend